# John Aubrey
John Aubrey FRS, (Malmesbury, 12 de março de 1626 – Oxford, 7 de junho de 1697) foi um antiquário, filósofo natural e escritor inglês. É talvez mais conhecido como o autor de Brief Lives, sua coleção de curtas peças biográficas. Foi um pioneiro da Arqueologia, que relatou (frequentemente pela primeira vez) numerosos sítios arqueológicos - megalíticos, ou não - no sul da Inglaterra, e que é particularmente lembrado como o descobridor do monumento Neolítico de Avebury. Os Furos de Aubrey em Stonehenge receberam esse nome em sua homenagem, embora haja dúvida considerável quanto a saber se os buracos que ele observou são aqueles que atualmente têm o seu nome. Foi também um dos primeiros folcloristas, reunindo uma miscelânea de materiais sobre costumes, tradições e crenças, sob o título "Remaines of Gentilisme and Judaisme". Copilou histórias dos condados ingleses de Wiltshire e Surrey, embora os projetos permanecessem inacabados. Sua "Interpretation of Villare Anglicanum" (também inacabado) foi a primeira tentativa de compilar um estudo completo dos nomes de lugares da Inglaterra. Teve interesses mais amplos em matemática aplicada e astronomia, e foi amigo de muitos dos maiores cientistas da época.
Em grande parte dos séculos XIX e XX, principalmente graças à popularidade de Brief Lives, Aubrey foi considerado nada mais do que um peculiar, excêntrico e crédulo "vendedor de fofocas". Somente na década de 1970 foi que a amplitude total e inovação de seu conhecimento começou a ser mais apreciada. Seus trabalhos tiveram muito pouca divulgação ao longo de sua vida, e muitos de seus manuscritos mais importantes (em sua maior parte preservados na Biblioteca Bodleiana) permanecem inéditos ou publicados apenas de forma parcial e insatisfatória.

## Biografia
Aubrey nasceu em Easton Piers ou Percy, perto de Kington St Michael, Wiltshire, em uma família tradicional e rica da pequena nobreza com raízes nas Marcas de Gales. Seu avô, Isaac Lyte, viveu no solar de Lytes Cary, Somerset, agora propriedade do National Trust. Richard Aubrey, seu pai, era proprietário de terras em Wiltshire e Herefordshire. Por muitos anos, filho único, foi educado em casa, por um professor particular. Seu pai não era considerado um intelectual, preferindo atividades esportivas (caça) ao invés da leitura. Aubrey lia todos os livros que estavam a seu alcance, incluindo Essays (Ensaios) de Francis Bacon, e estudou geometria em segredo. Foi educado na escola secundária de Malmesbury sob a orientação de Robert Latimer. (Latimer citou o filósofo Thomas Hobbes entre seus primeiros alunos, e Aubrey o encontrou pela primeira vez na casa de Latimer. Mais tarde Aubrey escreveria sua biografia.)  Em seguida, estudou em Blandford Forum, Dorset. Ingressou no Trinity College, Oxford, em 1642, mas seus estudos foram interrompidos pela Guerra civil inglesa. Seus primeiros trabalhos sobre antiguidades, ou coisas do passado, remontam a esse período em Oxford. Em 1646 se tornou um estudante do Middle Temple. Passou um tempo agradável no Trinity em 1647, fazendo amizades entre os seus contemporâneos de Oxford, e colecionando livros. Costumava utilizar grande parte de seu tempo realizando passeios pela área rural, e em 1649 foi o primeiro a descobrir o monumento megalítico em Avebury, que ele mais tarde mapeou e analisou em seu importante trabalho Monumenta Britannica. Visitou Avebury em 1633 na companhia do rei Carlos II, a pedido deste. Seu pai morreu em 1652, deixando para Aubrey muitas propriedades, mas com elas também, algumas dívidas complicadas.

## Carreira

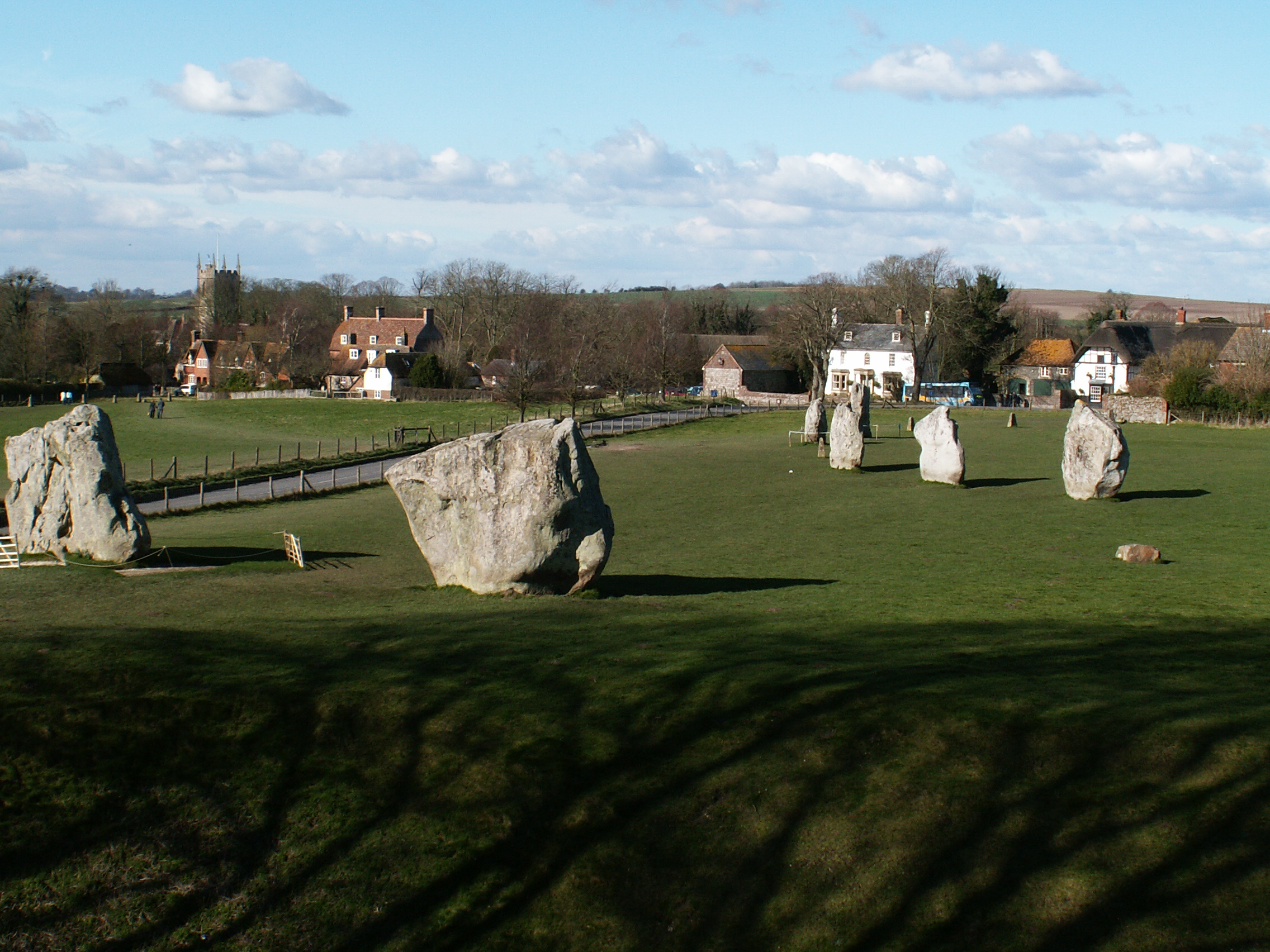
Parte do anel interno sul em Avebury.

Dotado de charme, generosidade de espírito e entusiasmo, Aubrey fez fortes amizades com os mais célebres escritores, cientistas, políticos e aristocratas da época, bem como com uma amplitude extraordinária de indivíduos de menor destaque: livreiros, comerciantes, a costureira real, matemáticos e fabricantes de instrumentos. Alegou que sua memória não era "tenaz" para os padrões do século XVII, e mantinha desde o início da década de 1640 (casualmente) notas de observações sobre filosofia natural, as ideias de seus amigos, e antiguidades. Ele também começou a escrever biografias de cientistas na década de 1650. Em 1659, foi recrutado para contribuir com a produção de uma obra sobre a história do condado de Wiltshire, tomando por base seu trabalho inacabado sobre as antiguidades e a história natural do condado. Aubrey foi um apolítico realista, que gostava das novidades características do período do interregno inglês, enquanto lamentava a ruptura das tradições e a destruição de edifícios antigos provocado pela guerra civil e as mudanças religiosas. Ele brindou à saúde do Rei, mas com igual entusiasmo participou de reuniões em Londres do republicano Rota Club.
Em 1663 Aubrey tornou-se membro da Real Sociedade de Londres. Perdeu uma propriedade após outra devido a ações judiciais, até que em 1670 finalmente teve que se desfazer de seu último pedaço de propriedade e casa ancestral em Easton Piers. A partir de então ficou dependente da hospitalidade de seus inúmeros amigos; em especial, de Sir James Long, 2.º Baronete e de sua esposa Lady Dorothy de Draycot House, Wiltshire. Em 1667 conheceu Anthony Wood em Oxford, e quando Wood começou a reunir material para seu Athenae Oxonienses, Aubrey se ofereceu para coletar informações para ele. De tempos em tempos ele encaminhou memorandos em um estilo epistolar exclusivamente casual, e em 1680 se comprometeu a trabalhar em "Minutes for Lives," que era para Wood usar a seu critério.
Aubrey morreu em consequência de um acidente vascular cerebral durante uma viagem, em junho de 1697, e foi sepultado no adro da igreja de Santa Maria Madalena, em Oxford.

## Métodos biográficos
Aubrey aproximou-se do trabalho de biógrafo tanto quanto seus cientistas contemporâneos começaram a aproximar-se do trabalho de pesquisa empírica através da montagem de grandes museus e de pequenos gabinetes de curiosidades. Agrupando o máximo de informações que pôde, Aubrey abandonou a tarefa de verificação grandemente utilizada por Wood. Como um frequente convidado nas casas de famílias ricas, ele tinha pouco tempo e pouca inclinação para o trabalho sistemático, e escrevia as "Lives" no início da manhã, enquanto seus anfitriões estavam dormindo se refazendo dos efeitos da noite anterior. Esses textos eram, como Aubrey os intitulava, Schediasmata, "peças escritas de improviso, no calor do momento". De tempo em tempo, ele deixava sinais de omissão na forma de traços e elipses para datas e fatos, inserindo novas informações sempre que elas fossem surgindo. As margens de seus cadernos estão pontilhadas com notas, com mais frequência do latim "quaere" (averiguar). Esta exortação, para "ir e descobrir" é muitas vezes seguida. Em sua biografia de Thomas Harcourt, Aubrey observa que um tal Roydon, cervejeiro que morava em Southwark, tinha a fama de estar de posse do rim petrificado de Harcourt: "Eu vi" , escreveu com aprovação; "ele dá muita importância a ele".

## Obras selecionadas

### Brief Lives
Em 1680, Aubrey deu início a sua coleção de esboços biográficos, que ele intitulou de "Schediasmata: Brief Lives". Ele os apresentou para Anthony Wood em 1681, e continuou trabalhando neles até 1693, quando depositou seus manuscritos (em três volumes fólio) no Ashmolean Museum: eles estão agora na Biblioteca Bodleiana, como MSS Aubrey 6-8.
Enquanto particulares, e textos manuscritos, as "Lives" foram capazes de conter material ricamente polêmico que é o seu principal interesse hoje, e a principal contribuição de Aubrey para a formação da escrita biográfica moderna. Porém, quando ele permitiu que Anthony Wood os utilizasse, isso gerou um grave problema, uma vez que grande parte do conteúdo das "Lives" não poderia ser divulgado, já que os biografados e o autor ainda estavam vivos.
O relacionamento de Aubrey com Wood foi se tornando cada vez mais preocupante. Aubrey pediu para Wood ser "meu index expurgatorius": uma referência à lista de livros proibidos pela Igreja, que Wood parece ter tomado não como um aviso, mas como uma licença para simplesmente extrair páginas de notas para colar em suas próprias verificações. Em 1692, Aubrey queixou-se amargamente de que Wood tinha mutilado quarenta páginas de seu manuscrito, talvez por medo de um processo por difamação. Wood acabou por ser processado por insinuações contra a integridade judicial da escola de Clarendon. Uma das duas declarações chamadas em questão foi baseada em informações fornecidas por Aubrey e isso pode explicar o distanciamento entre os dois antiquários e o relato ingrato que Wood forneceu a respeito do caráter de Aubrey.
Uma grande parte dos "Minutes for Lives" foi publicado em 1813 como Letters Written by Eminent Persons in the Seventeenth and Eighteenth Centuries. Uma transcrição quase completa, Brief Lives, Chiefly of Contemporaries, Set Down by John Aubrey, Between the Years 1669 and 1696, foi editada para a Clarendon Press em 1898 pelo reverendo Andrew Clark. Esta ainda é a melhor edição disponível, apesar de uma série de cortes feitos pela censura do final da era vitoriana. Muito mais disponíveis (porém, muito mais seletivas) são as versões editadas por Anthony Powell (1949), Oliver Lawson Dick (1949), e John Buchanan-Brown (2000), que incorporam uma breve introdução de Michael Hunter.
As "Lives" apresentam uma série de difíceis problemas editoriais, como o que deve ser incluído ou excluído, e a melhor forma de apresentar o material.
Aubrey escreveu também a biografia do filósofo Thomas Hobbes (autor de Leviatã): é atualmente o Bodleian MS Aubrey 9. Frequentemente ela é agrupada com as Brief Lives, mas na verdade, é uma obra separada e independente. Ela serviu como base por Richard Blackburne para a biografia em latim, Vitae Hobbianae auctarium, publicada em 1681.

### Monumenta Britannica

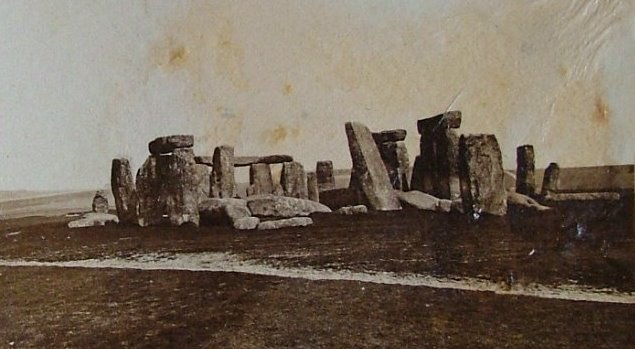
Uma antiga fotografia de Stonehenge tirada em julho de 1877.

A Monumenta Britannica foi a principal coleção de material arqueológico de Aubrey, escrita por mais de trinta anos, entre aproximadamente 1663 e 1693. Ela se divide em quatro partes: (1) "Templa Druidum", uma discussão sobre supostos templos "druidas", nomeadamente Avebury e Stonehenge; (2) "Chorographia Antiquaria", um levantamento de outros antigos sítios arqueológicos urbanos e militares, incluindo cidades romanas, "acampamentos" (castros), e castelos; (3) uma revisão de outras ruínas arqueológicas, incluindo monumentos sepulcrais, estradas, moedas e urnas funerárias; e (4) uma série de mais peças analíticas, incluindo quatro exercícios que tentam traçar a evolução cronológica estilística da escrita, a arquitetura medieval, vestimentas e tipos de escudos Destes últimos, o ensaio sobre arquitetura, "Chronologia Architectonica", escrito em 1671, foi o mais detalhado, e (por nunca ter sido publicado, permaneceu pouco conhecido) agora é considerado como um marco altamente útil no desenvolvimento da história da arquitetura.
O manuscrito de Monumenta Britannica é atualmente o Bodleian MSS Top.Gen.c.24-5. Uma edição das três primeiras partes (reproduzido, seguindo os princípios de edição não ortodoxa, parcialmente em fac-símile, e, parcialmente na transcrição impressa) foi publicada por John Fowles e Rodney Legg em dois volumes em 1980-82. Esta edição, no entanto, foi criticada por fazer "menos justiça" a Aubrey por várias razões: por fracassar em consolidar o que eram essencialmente rascunhos e notas de trabalho em um todo coerente, por omissões silenciosas e rearranjos, por anotações inadequadas e ocasionalmente imprecisas, e pela omissão da importante quarta parte do trabalho.

### Wiltshire
Aubrey começou a trabalhar em material de compilação para um estudo histórico natural e antiquário de Wiltshire em 1656. De forma independente, em 1659, uma comissão autonomeada, constituída por nobres de Wiltshire, determinou que uma história do condado devesse ser produzida nos moldes da Antiquities of Warwickshire de William Dugdale. Ficou acordado que Aubrey ficaria responsável pela divisão norte do condado.
Ele optou por dividir o trabalho em dois projetos separados: sobre as antiguidades e a história natural do condado, respectivamente. O trabalho sobre as antiguidades (que ele intitulou Hypomnemata Antiquaria) seguiu o modelo de Dugdale, e foi em grande parte concluído até 1671: Aubrey depositou o seu projeto no Ashmolean Museum em dois volumes manuscritos. Infelizmente, um deles foi retirado por seu irmão em 1703 e, posteriormente, perdido. Ele, então, ocupou-se da história natural do condado. Algumas de suas observações provisórias foram lidas para a Royal Society em 1668 e 1675-6. Em 1685 Aubrey reformulou o trabalho, agora seguindo o modelo da Natural History of Oxford-shire de Robert Plot (publicada em 1677); e foi efetivamente concluído em 1690-1691, quando o transcreveu para um pedaço de papel. Pouco depois, a Royal Society encomendou outra transcrição, a um custo de sete libras. Em 1693 Aubrey pediu a seu irmão William Aubrey e ao bispo Thomas Tanner para concluírem o trabalho, mas, apesar de suas melhores intenções eles não conseguiram fazê-lo.
O manuscrito da Naturall Historie é agora o Bodleian MSS Aubrey 1 e 2. A cópia da Royal Society, que inclui material (principalmente sobre fenômenos sobrenaturais) que Aubrey depois removeu doe seu próprio manuscrito, é agora o Royal Society MS 92. O manuscrito sobrevivente da Antiquities é agora o Bodleian MS Aubrey 3. Uma edição altamente seletiva da Naturall Historie foi publicada por John Britton em 1847 para a Wiltshire Topographical Society. As Antiquities foram publicadas (novamente com algumas omissões) por J. E. Jackson em 1862 como Wiltshire: the Topographical Collections of John Aubrey.

### Perambulation of Surrey
Em 1673, o cosmógrafo e cartógrafo real John Ogilby, ao planejar um atlas nacional e a corografia da Grã-Bretanha, licenciou Aubrey para realizar uma pesquisa em Surrey. Aubrey realizou o trabalho, mas o projeto de Ogilby não teve prosseguimento, e o material não foi utilizado, no entanto, Aubrey continuou a adicionar dados ao seu manuscrito até 1692.
O manuscrito é agora o Bodleian MS Aubrey 4. De uma forma muito revisada (com adições e cortes) foi publicado por Richard Rawlinson como a Natural History and Antiquities of Surrey em cinco volumes, em 1718-1719.

### Remaines of Gentilisme and Judaisme
A Remaines of Gentilisme and Judaisme era uma coleção de material de Aubrey sobre costumes, tradições, cerimônias, crenças, contos da carochinha e versos rimados - ou o que hoje seria chamado de folclore. Foi compilado ao longo de muitos anos, mas escrito entre 1687 e 1689.
O manuscrito chegou às mãos de White Kennett, e, como consequência, ele não está com as outras coleções de Aubrey na Biblioteca Bodleiana: está na Biblioteca Britânica, como Lansdowne MS 231. Uma edição foi publicada por James Britten para The Folklore Society em 1881. Foi mais satisfatoriamente reeditada em 1972 por John Buchanan-Brown.

### Interpretation of Villare Anglicanum
A Interpretation of Villare Anglicanum de Aubrey foi a primeira tentativa de dedicar uma obra inteiramente ao assunto dos nomes de lugares na Inglaterra. Está, porém, inacabado (ou, como Gillian Fellows-Jensen observa, "mal começou"). Aubrey compilou uma lista de cerca de 5 000 nomes de lugares, mas conseguiu fornecer derivações para apenas uma pequena proporção deles: muitos estão corretos, mas alguns são extremamente errados. O manuscrito é agora o Bodleian MS Aubrey 5.

### Miscellanies
O único trabalho publicado por Aubrey em sua vida foi o seu Miscellanies (1696; reimpresso com acréscimos em 1721), uma coleção de 21 capítulos curtos sobre o tema da "filosofia hermética" (ou seja, fenômenos sobrenaturais e ocultismo), incluindo "Presságios", "Profecias", "Transporte no Ar", "Conversa com Anjos e Espíritos", "Pessoas com Segunda Visão", etc. Seu conteúdo composto principalmente de relatos documentados de manifestações sobrenaturais. O trabalho ajudou muito a reforçar a fama póstuma de Aubrey de um supersticioso e excêntrico crédulo.

### Outros trabalhos
Os trabalhos de Aubrey também incluem "Architectonica Sacra"; e "Erin Is God" (notas sobre antiguidades eclesiásticas).
Seu "Adversaria Physica" era um livro comum científico, que em 1692 acrescentou a um fólio "uma polegada de espessura." Está perdido, embora trechos sobrevivessem na forma de cópias.
Ele escreveu duas peças, ambas comédias, destinadas ao dramaturgo Thomas Shadwell. A primeira não sobreviveu; a segunda, "Countrey Revell", permaneceu inacabada.